# Guerrero (Jujuy)

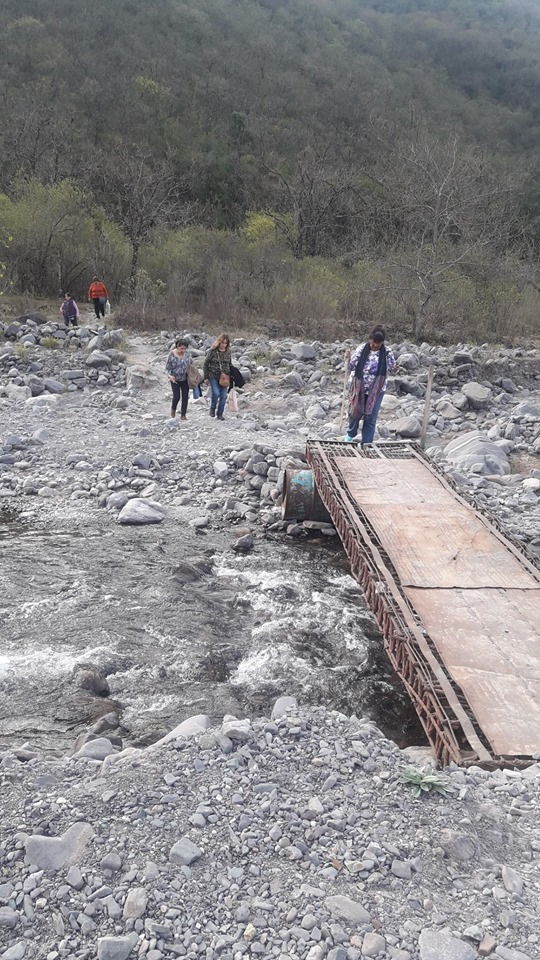
Puente de acceso al río Guerrero

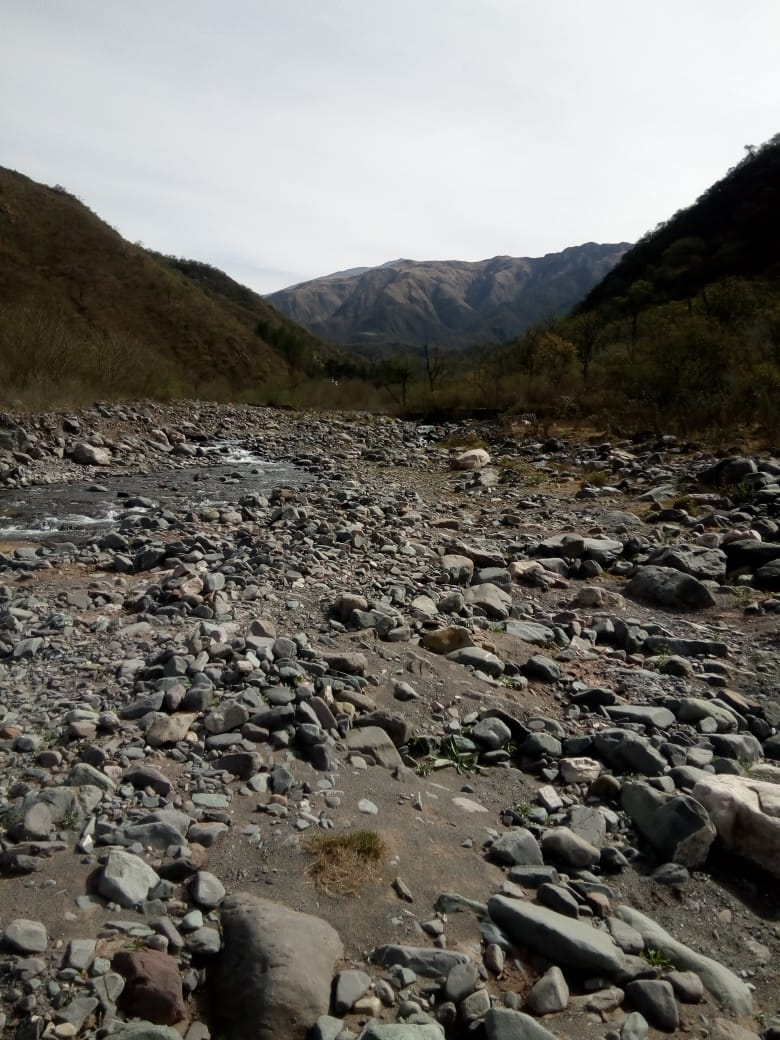
Vista del Río Guerrero

Guerrero es una localidad del departamento Doctor Manuel Belgrano en la provincia de Jujuy, Argentina.
Se encuentra hacia el oeste de la ciudad de San Salvador de Jujuy a través de la Ruta Nacional 9.

## Geografía

### Población
Contaba con 421 habitantes (Indec, 2001), mientras que en el censo de 1991 la población había sido censada como población rural dispersa.

### Sismicidad
La sismicidad del área de Jujuy es frecuente y de intensidad baja, y un silencio sísmico de terremotos medios a graves cada 40 años.
- Sismo de 1863: aunque dicha actividad geológica catastrófica, ocurre desde épocas prehistóricas, el terremoto del 4 de enero de 1863 (162 años),[2] señaló un hito importante dentro de la historia de eventos sísmicos jujeños, con 6,4 Richter. Pero nada cambió extremando cuidados y/o restringiendo códigos de construcción.[1]
- Sismo de 1948: el 25 de agosto de 1848 (176 años) con 7,0 Richter, el cual destruyó edificaciones y abrió numerosas grietas en inmensas zonas[2][1]
- Sismo de 2009: el 6 de noviembre de 2009 (15 años) con 5,6 Richter

## Referencias

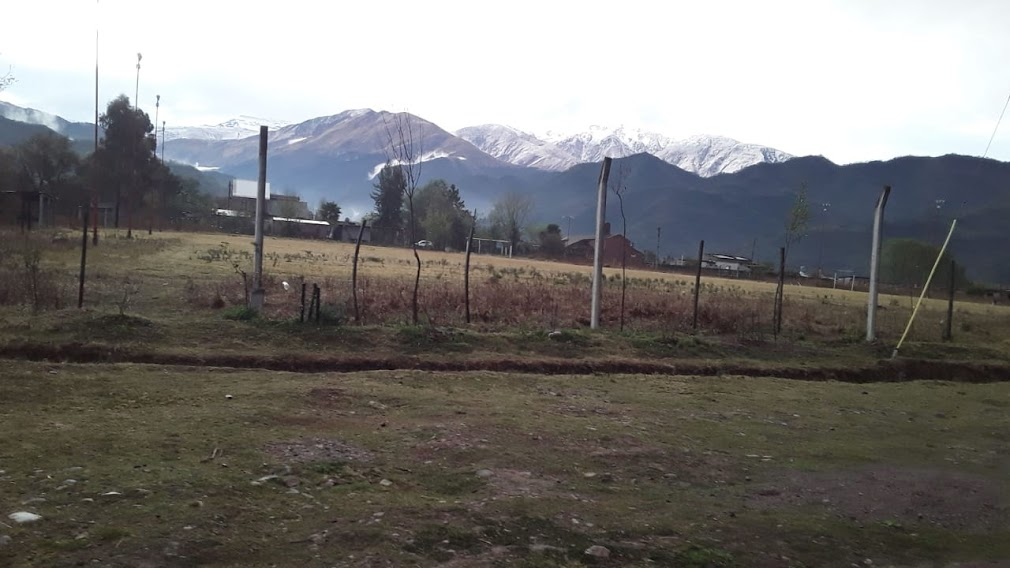